# Henok Goitom
Henok Goitom (* 22. September 1984 in Solna) ist ein ehemaliger schwedischer Fußballspieler und heutiger -trainer. Der Stürmer, dessen Familie aus Eritrea stammt, bestritt seine Profikarriere hauptsächlich in Südeuropa, spielte aber auch für das Herkunftsland seiner Eltern. Seit Juli 2025 ist er Cheftrainer bei Degerfors IF.

## Sportlicher Werdegang

### Spielerkarriere

#### Vereinslaufbahn
Goitom spielte in der Jugend bei FC Inter Orhoy und Essinge IK, ehe er 2003 in die Jugendabteilung des italienischen Klubs Udinese Calcio wechselte. Dort debütierte er am 19. Februar 2005 in der Serie A. Im Spiel gegen Inter Mailand gelang dem Stürmer mit dem 1:1-Ausgleich in der Schlussminute ein Torerfolg. In der Folge saß er mehrmals auf der Ersatzbank des Klubs, kam aber nicht mehr zum Einsatz. Dennoch wurde er in die schwedische U-21-Nationalmannschaft berufen und kam beim 1:1-Unentschieden gegen die französische Juniorennationalmannschaft im selben Monat zu seinem Debüt.
Im Sommer 2005 wurde er an Ciudad de Murcia in die spanische Segunda División ausgeliehen. Dort konnte er beeindrucken und schoss in der Saison 2006/07 15 Saisontore. Daraufhin wurde er im Sommer 2007 vom Lokalrivalen Real Murcia unter Vertrag genommen. Es wird über eine Ablösesumme von 3,3 Millionen Euro spekuliert.
Goitom debütierte am ersten Spieltag der Spielzeit 2007/08 in der Primera División, als er am 25. August beim 2:1-Heimerfolg seines neuen Klubs über Real Saragossa in der 65. Spielminute für Iván Alonso eingewechselt wurde. Am 26. September stand er bei der 0:1-Heimniederlage gegen UD Almería erstmals in der Startaufstellung, konnte sich aber nicht dauerhaft in die erste Elf spielen. Sein erstes Erstligator in Spanien gelang ihm am 16. Dezember im Spiel gegen Racing Santander. Fünf Minuten nachdem er in der 52. Spielminute für Íñigo eingewechselt worden war, leitete er mit seinem Tor den 2:1-Erfolg ein. Die Spielzeit blieb jedoch ohne Erfolg, als Tabellenvorletzter musste er mit dem Klub aus der spanischen Eliteserie absteigen.
Goitom verblieb jedoch in der Primera División und wechselte auf Leihbasis zu Real Valladolid. Im Anschluss an die einjährige Leihfrist besaß der Klub aus Kastilien-León eine Kaufoption. Hier konnte er sich als Stammkraft etablieren und trug mit zehn erzielten Saisontoren als bester vereinsinterner Torschütze zum Klassenerhalt des Klubs bei. Dennoch verließ er nach Saisonende den Verein und ging zum von Hugo Sánchez trainierten Ligarivalen UD Almería, bei dem er den zu Real Madrid abgewanderten Álvaro Negredo ersetzen sollte. Zu Beginn der Spielzeit fiel er verletzungsbedingt aus. Sein Debüt für den neuen Klub feierte er am 29. November 2009 bei der 1:4-Heimniederlage gegen Athletic Bilbao, als er in der Halbzeitpause eingewechselt wurde. Über weite Strecken nur Ergänzungsspieler stieg er im Sommer 2011 mit dem Klub in die Segunda División ab. Trotz seiner sechs Saisontore verpasste der Klub als Tabellensiebter die Play-off-Runde zum Wiederaufstieg. In der Vorbereitung auf die folgende Spielzeit lösten der Klub und der Spieler Mitte August 2012 den bestehenden Vertrag auf.
Am 16. August unterzeichnete Goitom einen bis Ende 2015 laufenden Vertrag beim schwedischen Vizemeister AIK. Bis zum Saisonende schwankte er zwischen Startelf und Ersatzbank und erzielte ein Tor. Während der Winterpause rückte er im Februar 2013 anderweitig in den Fokus der schwedischen Presse, als im Rahmen des Pferdefleischskandals der Möbelkonzern IKEA das traditionelle schwedische Fleischbällchengericht Köttbullar aus dem Verkauf nahm und der schwedische Fernsehsender TV4 die Nachricht mit einem Video Goitoms beim Verzehr des Gerichts untermalte.
In der Saison 2015/16 wechselte er nach Spanien zum FC Getafe, aber nach nur zwei Spielen in der Hinrunde ging er in der Winterpause zu den San Jose Earthquakes in die Major League Soccer.
Nach einer Spielzeit in den USA wechselte er im Januar 2017 zurück zu seinem ehemaligen Verein AIK Solna. In der Saison 2018 konnte Goitom mit dem Verein die nationale Meisterschaft feiern, wobei der Stürmer mit 12 Treffern bester Torschütze seines Teams war. Zum Ende der Saison 2021 beendete er seine Spielerkarriere und wechselte in den Trainerstab von AIK.

#### Nationalmannschaft
Goitom bestritt für Eritrea jeweils an zwei Qualifikationsspielen zur Fußball-Weltmeisterschaft 2018 und 2022, nach denen jeweils Eritrea aus der Qualifikation ausschied.

### Trainerlaufbahn
Zunächst Assistent unter Bartosz Grzelak war Goitom im Sommer 2022 vorübergehend Interimstrainer, ehe er anschließend unter Andreas Brännström und dessen Nachfolger Henning Berg in die Assistenztrainerolle zurückkehrte. Nach Bergs Entlassung im Sommer 2024 war erneut kurzzeitig Interimstrainer, anschließend war er unter Mikkjal Thomassen wieder Ko-Trainer.
Im Juli 2025 übernahm Goitom den Cheftrainerposten beim abstiegsbedrohten Erstligakonkurrenten Degerfors IF, wo nach der Trennung von William Lundin zwischenzeitlich Tobias Solberg an der Seitenlinie gestanden war.

## Sonstiges
Goitom gründete 2010 mit seinem Bruder Habtemariam sowie dem ehemaligen Eritreischen Fußballnationalspieler Yonnas Seyoum und dem eritreischen Bänker Robel Alazar den Verein Kista Galaxy FC. Der Verein startete mit Gründung, in der Saison 2010/2011 in der neuntklassigen Division 7. In den folgenden Jahren folgten zwei Aufstiege, erst in die achtklassige Division 6 und 2013 in die schwedische Division 5. Goitom konnte zudem 2011 den ehemaligen schwedischen Junioren-Nationalspieler Bojan Djordjic, dazu überreden Anteile am Verein zu übernehmen und installierte diesen als Sportdirektor des Vereines.

## Erfolge
- Schwedischer Meister: 2018